# Jodrellia
Jodrellia es un género con dos especies de plantas bulbosas perteneciente a la familia Xanthorrhoeaceae. Es originario de Eritrea hasta el sur de África tropical.

## Especies
- Jodrellia fistulosa
- Jodrellia migiurtina